# Pål Anders Ullevålseter
Pas d'image ? Cliquez ici
Pal Anders Ullevalseter, né le 7 décembre 1968, est un pilote moto norvégien spécialisé en rallye-raid. Il a terminé neuf fois dans les dix premiers du Rallye Dakar, obtenant une deuxième place en 2010.

## Rallye Dakar
| Année | Marque                                            | Position                                          | Victoires d'étapes                                |                                                   |
| ----- | ------------------------------------------------- | ------------------------------------------------- | ------------------------------------------------- | ------------------------------------------------- |
| 2002  | KTM                                               | 9e                                                | 0                                                 |                                                   |
| 2003  | Farmelips                                         | 7e                                                | 0                                                 |                                                   |
| 2004  | Scandinavia                                       | 5e                                                | 0                                                 |                                                   |
| 2005  |                                                   | Abandon                                           | 0                                                 |                                                   |
| 2006  | KTM                                               | 6e                                                | 0                                                 |                                                   |
| 2007  | KTM                                               | 4e                                                | 0                                                 |                                                   |
| 2008  | Épreuve remplacée par le rallye d'Europe centrale | Épreuve remplacée par le rallye d'Europe centrale | Épreuve remplacée par le rallye d'Europe centrale | Épreuve remplacée par le rallye d'Europe centrale |
| 2009  | KTM                                               | 6e                                                | 0                                                 |                                                   |
| 2010  | KTM                                               | 2e                                                | 1                                                 |                                                   |
| 2011  | KTM                                               | 6e                                                | 0                                                 |                                                   |
| 2012  | KTM                                               | 6e                                                | 1                                                 |                                                   |
| 2013  | KTM                                               | 16e                                               | 0                                                 |                                                   |
| 2014  | KTM                                               | Abandon                                           | 0                                                 |                                                   |

## Africa Eco Race
| Année | Marque | Position | Victoires d'étapes |
| ----- | ------ | -------- | ------------------ |
| 2015  | KTM    | 1er      | 7                  |
| 2016  | KTM    | 1er      | 9                  |
| 2017  | KTM    | 2e       | 3                  |
| 2018  | KTM    | Abandon  | 3                  |
| 2019  | KTM    | 2e       | 3                  |
| 2020  | KTM    | 2e       | 2                  |